# イーサン・ヴィスニアック
イーサン・ティカムサ・ヴィシュニアック（Ethan Tecumseh Vishniac、1955年 -）はアメリカ合衆国出身の宇宙物理学者である。近年はカナダのマックマスター大学の天文学教授を務めている。姓の発音の日本語表記は、ヴィシュニアック、ヴィスニアック、ビスニアック等々とも表記される。名は、イーサン、イーザンなどとも表記される。

## 業績
ヴィシュニアックの専門分野は、衝撃波と磁気流体力学である。スニヤエフ・ゼルドビッチ効果の中のキネティック効果は、オストライカー-ヴィシュニアック効果（Ostriker-Vishniac Effect）とも言われるが、これは、エレミア・オストライカーとイーサン・ヴィシュニアックにちなんで命名されたものである。

## 略歴
テキサス大学、ジョンズ・ホプキンズ大学、カナダのマックマスター大学などで天文学の教授を歴任し、「アストロフィジカルジャーナル」誌の編集長、学部長も務めた。

## ヴィシュニアック家
なお、ヴィシュニアック家は名門の家柄であり、著名人を輩出している。火星のクレーター「ヴィシュニアック」は、高名な生物学者であった彼の父、ウルフ・ヴィシュニアックの名前に由来し、彼の祖父ローマン・ヴィシュニアックも高名なカメラマンであった。